# Diego Ulloa
Diego Ismael Ulloa Nuñez (Chile, 16 de junio de 2003) es un futbolista chileno. Juega como defensa en Unión La Calera de la Primera División de Chile.

## Trayectoria
Producto de las divisiones inferiores de Colo-Colo, en enero de 2022 fue anunciado como nuevo jugador de Deportes La Serena de la Primera División de Chile.En el conjunto serenense debutó profesionalmente el 4 de febrero, en una derrota por 0:3 ante O'Higgins. Tras jugar sólo 198 minutos en el primer equipo papayero, regresó al equipo albo, para volver a salir en condición de cedido, esta vez a AC Barnechea de la Primera B chilena.En el conjunto Huaicochero logró regularidad, teniendo una buena participación en el torneo oficial.
En enero de 2024 nuevamente es cedido, ahora a Unión La Calera de la Primera División.

## Estadísticas

### Clubes
| Club                       | Div           | Temporada     | Liga  | Liga  | Copas nacionales | Copas nacionales | Torneos internacionales | Torneos internacionales | Total | Total |
| Club                       | Div           | Temporada     | Part. | Goles | Part.            | Goles            | Part.                   | Goles                   | Part. | Goles |
| -------------------------- | ------------- | ------------- | ----- | ----- | ---------------- | ---------------- | ----------------------- | ----------------------- | ----- | ----- |
| Deportes La Serena · Chile | 1ª            | 2022          | 3     | 0     | —                | —                | —                       | —                       | 3     | 0     |
| Deportes La Serena · Chile | Total club    | Total club    | 3     | 0     | 0                | 0                | 0                       | 0                       | 3     | 0     |
| AC Barnechea · Chile       | 2ª            | 2023          | 28    | 1     | 2                | 0                | —                       | —                       | 30    | 1     |
| AC Barnechea · Chile       | Total club    | Total club    | 28    | 1     | 2                | 0                | 0                       | 0                       | 30    | 1     |
| Unión La Calera · Chile    | 1ª            | 2024          | 0     | 0     | 0                | 0                | 0                       | 0                       | 0     | 0     |
| Unión La Calera · Chile    | Total club    | Total club    | 0     | 0     | 0                | 0                | 0                       | 0                       | 0     | 0     |
| Total carrera              | Total carrera | Total carrera | 31    | 1     | 2                | 0                | 0                       | 0                       | 33    | 1     |

### Resumen estadístico
| Competición      | Partidos | Goles |
| ---------------- | -------- | ----- |
| Primera B        | 28       | 1     |
| Primera División | 3        | 0     |
| Copa Chile       | 2        | 0     |
| Total            | 33       | 1     |